# Małgorzata Wiejak
Małgorzata Antonina Wiejak (5 de mayo de 1992) es una deportista polaca que compitió en halterofilia. Ganó una medalla de bronce en el Campeonato Europeo de Halterofilia de 2013, en la categoría de 75 kg.

## Palmarés internacional
| Campeonato Europeo | Campeonato Europeo | Campeonato Europeo | Campeonato Europeo |
| Año                | Lugar              | Medalla            | Categoría          |
| ------------------ | ------------------ | ------------------ | ------------------ |
| 2013               | Tirana (Albania)   | Medalla de bronce  | 75 kg              |